# دانيال غوستافسون
دانيال غوستافسون (بالسويدية: Daniel Gustavsson) (29 أغسطس 1990 في السويد - ) هو لاعب كرة قدم سويدي في مركز الوسط. شارك مع منتخب السويد تحت 19 سنة لكرة القدم. أما مع النوادي، فقد لعب مع أيك سولنا ونادي أوربرو ونادي فيستيروس ‏ ونادي إسكلستونا.

## وصلات خارجية
- دانيال غوستافسون على موقع الاتحاد الأوربي (الإنجليزية)
- دانيال غوستافسون على موقع اتحاد النرويج (النرويجية)
- دانيال غوستافسون على موقع اتحاد السويد (السويدية)
- دانيال غوستافسون على موقع Soccerway.com (الإنجليزية)